# Coniceromyia kerteszi
Coniceromyia kerteszi är en tvåvingeart som beskrevs av Charles Thomas Brues 1905. Coniceromyia kerteszi ingår i släktet Coniceromyia och familjen puckelflugor.
Artens utbredningsområde är Peru. Inga underarter finns listade i Catalogue of Life.